# Rovte (gmina Radovljica)
Rovte – wieś w Słowenii, w gminie Radovljica. W 2018 roku liczyła 43 mieszkańców.